# 代数的K理論
数学では、代数的K-理論（だいすうてきK-りろん、algebraic K-theory）は、ある非負な整数 n に対して環からアーベル群への函手の系列
{\displaystyle K_{n}(R)}
を定義して適用することに関係したホモロジー代数の重要な一部である。歴史的理由により、低次 K-群 K0 と K1 は、n ≥ 2 に対する高次 K-群 Kn とはいくらか異なった項と考えられている。実際、高次の群よりも低次の群は受け入れやすく、より多くの応用を持っている。高次の群の理論は、（ R が整数の環であるときでさえ）非常に深く、計算することが確かに困難である。
群 K0(R) は、射影加群を使い、環のイデアル類群の構成を一般化したことになる。1960年代、1970年代の発展は、現在はキレン・サスリンの定理(Quillen–Suslin theorem)となっている射影加群についてのジャン＝ピエール・セール(Jean-Pierre Serre)の予想を解こうとした努力に関係していた。キレン・サスリンの定理は、この分野で発見された古典的代数の他の問題に多く関連している。同じように、K1(R) は、行列の基本変形を使った環の可逆元の群の変形である。群 K1(R) はトポロジー、特に、R が群環のときに重要である。なぜなら、その商であるホワイトヘッド群(Whitehead group)が、単純ホモトピー論(simple homotopy theory)や手術(surgery theory)の理論における問題を研究するためのホワイトヘッドの捩れを含んでいるからである。群 K0(R) もたとえば有限性不変量のような他の不変量を含んでいる。1980年代以降、代数的K-理論は、ますます代数幾何学へ多くの応用が増加している。たとえば、モチーヴィックコホモロジー(motivic cohomology)は密接に代数的K-理論に関係している。

## 歴史
アレクサンドル・グロタンディーク(Alexander Grothendieck)は、1950年代中期に K-理論をリーマン・ロッホの定理に非常に広い一般化を述べるためのフレームワークとして発見した。その後数年以内には、K-理論の位相的側面が、マイケル・アティヤ(Michael Atiyah)とフリードリッヒ・ヒルツェブルフ(Friedrich Hirzebruch)により考え出され、現在は位相的K-理論(topological K-theory)として知られている。
K-群の応用は多様体の手術理論(surgery theory)では、1960年代に K-群が発見され、特に、古典的な代数学の問題とこれ以外にも多くの関係がもたらされた。
少し遅れて、理論の作用素代数のための一分野は、豊かな発展をして、作用素K-理論(operator K-theory)やKK-理論(KK-theory)をもたらした。K-理論は代数幾何学において代数的サイクルの理論で役割をはたすことも、明らかとなった（ゲルステンの予想(Gersten's conjecture)）。ここでは高次 K-群が高次の余次元の現象と関連してきていて、このことが研究を難しくしている。問題は、定義が不足していること（もしくは、多過ぎて、明らかな整合性を持たないこと）である。ロバート・スタインバーグ(Robert Steinberg)の古典代数群の普遍中心拡大についての仕事により、ジョン・ミルナー(John Milnor)は環 A の群 K2(A) を、H2(E(A),Z) と同型となる A 上の無限要素行列の群 E(A) の普遍中心拡大の中心として定義した（以下の定義）。そこには自然な K1(A) × K1(A) から K2(A) への双線型ペアリングが存在する。体 k の特別な場合には、K1(k) は乗法群 GL(1,k) に同型であり、松本秀也(Hideya Matsumoto)は、K2(k) はある簡単に記述される関係式の集合を modulo とした K1(A) × K1(A) により生成される群に同型である。
結局、基本的な難しさは、（深い困難な理論を離れ） Quillen (1973, 1974) により解決された。彼はプラス構成(plus-construction)とQ-構成(Q-construction)を通して、任意の非負な n に対して Kn(A) の定義方法をいくつか示した。

## 低次 K-群
低次 K-群は、最初に発見され、様々な発見的な記述を持ち、有益なことがわかった。この記事においては、A を環とする。

### K0
函手 K0 は環 A に対し、A 上の有限生成な射影加群の同型類の集合を直積によりモノイドとみなしたときのグロタンディーク群を K0(A) とすることで得られる 。任意の環準同型 A → B は、射影 A-加群 M を M ⊗A B へ写すことにより、写像 K0(A) → K0(B) を誘導するので、 K0 は共変関手となる。
環 A が可換であれば、K0(A) の部分群を集合
{\displaystyle {\tilde {K}}_{0}\left(A\right)=\bigcap \limits _{{\mathfrak {p}}{\text{ prime ideal of }}A}\mathrm {Ker} \dim _{\mathfrak {p}},}
として定義することができる。ここに、
{\displaystyle \dim _{\mathfrak {p}}:K_{0}\left(A\right)\to \mathbf {Z} }
は、有限生成射影 A-加群 M を自由 {\displaystyle A_{\mathfrak {p}}}-加群 {\displaystyle M_{\mathfrak {p}}} のランクへ写す写像である（局所環上の有限生成射影加群は自由加群であるので、この加群は実際、自由加群である）。この部分群 {\displaystyle {\tilde {K}}_{0}\left(A\right)} は A の縮退した 0 番目の K-理論として知られている。
B を単位元のない環とすると、K0 の定義を次のように拡張することができる。環 A を、アーベル群  B⊕Z に積構造を (x,n)×(y,m)=(xy+ny+mx,nm) で入れたものとして定義する。 A の単位元は (0,1) である。このとき 短完全系列 0 → B → A → Z → 0 が得られるが、K0(B) を対応する写像 K0(A) → K0(Z) = Zの核として定義する。

#### 相対的 K0
I を A のイデアルとし、次のように、「ダブル」をデカルト積 A × A の部分環と定義する。
{\displaystyle D(A,I)=\{(x,y)\in A\times A:x-y\in I\}\ .}
相対的 K-群(relative K-group)は、「ダブル」を用いて
{\displaystyle K_{0}(A,I)=\ker \left({K_{0}(D(A,I))\rightarrow K_{0}(A)}\right)}
で定義される。ここに写像は第一因子の射影により引き起こされた写像である。
相対的 K0(A,I) は I を恒等元を持たない環とみなしたときの K0(I) と同型である。A からの独立性はホモロジーの切除定理(Excision theorem)の類似である。

#### 環としての K0
A を可換環とすると、射影加群のテンソル積は再び射影的であり、従って、 K0(A) はテンソル積を積とすることにより単位元としてクラス [A] を持つ可換環となる。外積は同様に λ-環(λ-ring)の構造を引き起こす。 A のピカール群は単数群 K0(A)∗ の部分群として埋め込まれる。

### K1
この定義はハイマン・バス(Hyman Bass)により与えられた。K1(A) は無限一般線形群(infinite general linear group)のアーベル化である。
{\displaystyle K_{1}(A)=\operatorname {GL} (A)^{\mbox{ab}}=\operatorname {GL} (A)/[\operatorname {GL} (A),\operatorname {GL} (A)]}
ここに、
{\displaystyle \operatorname {GL} (A)=\operatorname {colim} \operatorname {GL} (n,A)}
は左上へのブロック行列としての埋め込み GL(n) → GL(n + 1) の帰納極限であり、[GL(A), GL(A)] はそれの交換子部分群である。 [GL(A), GL(A)] はホワイトヘッドの補題(Whitehead's lemma)により、基本行列（対角成分が全て1で、0でない非対角成分をただひとつ持つ行列）から生成される群 E(A) = [GL(A), GL(A)] と一致する。実際、群 GL(A)/E(A) はホワイトヘッドにより最初に定義され、研究され、環 A のホワイトヘッド群(Whitehead group)と呼ばれる。

#### 相対的 K1
相対的K-群(relative K-group)は、K0  と同様に「ダブル」を用いて定義される。
{\displaystyle K_{1}(A,I)=\ker \left({K_{1}(D(A,I))\rightarrow K_{1}(A)}\right)\ .}
次の自然な完全系列が存在する。
{\displaystyle K_{1}(A,I)\rightarrow K_{1}(A)\rightarrow K_{1}(A/I)\rightarrow K_{0}(A,I)\rightarrow K_{0}(A)\rightarrow K_{0}(A/I)\ .}

#### 可換環と可換体
可換環 A に対し、行列式 det: GL(A) → A* は E(A) 上で1となり、従って、写像 det: K1(A) → A* を誘導する。E(A) ◅ SL(A) より、特殊ホワイトヘッド群(special Whitehead group) SK1(A) := SL(A)/E(A) を定義することもできる。この写像は、写像 A* → GL(1, A) → K1(A) (左上の角での単元) を通して分解し、分裂短完全系列(split short exact sequence)を導く。
{\displaystyle 1\to SK_{1}(A)\to K_{1}(A)\to A^{*}\to 1.}
この式は、通常の特殊線形群を定義する分裂完全系列
{\displaystyle 1\to \operatorname {SL} (A)\to \operatorname {GL} (A)\to A^{*}\to 1.}
の商である。行列式は、単元群 A* = GL1(A) が一般線形群 GL(A) に含まれることによって分裂し、従って、K1(A) は単元群と特殊ホワイトヘッド群の直和 K1(A) ≅ A* ⊕ SK1 (A) として分裂する。
A がユークリッド整域（例えば、体や整数環 Z ）であるとき、SK1(A) は 0 となり、行列式写像は K1(A) から A∗ への同型である。このことは一般的な PID A に対しては誤りであり、全ての PID へは一般化できないユークリッド整域の性質という、数学的にまれな例となっている。SK1 が 0 でない明示的な PID は、1980年にアイシェベック(Ischebeck)に、1981年にグレイソン(Grayson)により与えられた。A がデデキント整域で、その商体が代数体（有理数体の有限拡大体）となる場合は、Milnor (1971, corollary 16.3) が、SK1(A)=0 となることを示した。
SK1 が 0 となることは、K1 が GL の中の GL1 の像により生成されたと解釈することができる。そうでない場合は、K1 が GL2 の像により生成されるかどうかが問題となる。デデキント整域の場合はこれは正しく、つまり、K1 が GL の中の GL1 と SL2 により生成される。SL2 により生成された SK1 の部分群はメニッケ記号(Mennicke symbol)により研究することができる。極大イデアルによる剰余環がすべて有限体となるようなデデキント整域に対し、SK1 は捩れ群(torsion group)である。
非可換環に対し、行列式は一般には定義することができないが、写像 GL(A) → K1(A) は行列式の一般化である。

#### 中心単純代数
体 F 上の中心的単純代数 A の場合には、被約ノルムが行列式の一般化 K1(A) → F∗ を与え、SK1(A) はその核として定義することができる。ワンの定理(Wang's theorem)は、A が素数の次数を持つと、SK1(A) が自明になるという定理であり、これは平方因子をもたない次数へ一般化することができる。Shianghao Wangも、SK1(A) が数体上の任意の中心的単純代数 A に対して自明であることを示したが、しかしプラトノフ(Platonov)は SK1(A) が非自明となるような、次数が素数の二乗である代数の例を与えた。

### K2
ジョン・ミルナー(John Milnor)は、K2 の正しい定義を発見した。ミルナーの定義は、A のスタインバーグ群 (K-理論)(Steinberg group) St(A) の中心である。
これは写像
{\displaystyle \varphi \colon \operatorname {St} (A)\to \mathrm {GL} (A),}
あるいは、行列の基本変形の群のシューアの乗数(Schur multiplier)の核としても定義することができる。
体に対する K2 はスタインバーグの記号(Steinberg symbol)により決定される。このことが松本の定理を導く。
任意の有限体に対し、K2 が 0 であることを計算することができる。K2(Q) の計算は複雑である。テイト(Tate)は、
{\displaystyle K_{2}(\mathbf {Q} )=(\mathbf {Z} /4)^{*}\times \prod _{p{\text{ odd prime}}}(\mathbf {Z} /p)^{*}\ }
であることを証明し、平方剰余の相互法則のガウス(Gauss)による第一証明に従うことを注意した。
非アルキメデス的局所体に対し、群 K2(F) は位数 m の有限巡回群の直和であり、いわば、可除群(divisible group) K2(F)m である。
K2(Z) = Z/2,を得る。数体の整数環に対し、一般的に K2 は有限である。
さらに、n が 4 で割り切れれば、K2(Z/n) = Z/2 であり、そうでない場合は 0 であることが分かる。

#### 松本の定理
松本の定理(Matsumoto's theorem)は、体 k に対し第二 K-群は、
{\displaystyle K_{2}(k)=k^{\times }\otimes _{\mathbf {Z} }k^{\times }/\langle a\otimes (1-a)\mid a\not =0,1\rangle }
により与えられるという定理である。松本の元来の定理はより一般的で、任意のルート系(root system)に対し、非安定的な K-理論の表現が与えられるという内容である。この表現は、シンプレクティックなルート系に対しのみが、ここで与えた定式化とは異なっていて、ルート系の観点から、非安定的な K-理論はちょうど、GL(A) に対する安定 K-群に一致する。（この脈絡での）非安定的 K-群は、与えられたルート系の普遍的なタイプのシュヴァレー群(Chevalley group)の普遍中心拡大の核をとることで定義される。この構成は、ルート系 An (n > 1) のスタインバグ拡大の核であり、この極限は安定的な第二 K-群であることを意味している。

#### 長完全系列
A を分数体 F を持つデデキント整域とすると、長完全系列
{\displaystyle K_{2}F\rightarrow \oplus _{\mathbf {p} }K_{1}A/{\mathbf {p} }\rightarrow K_{1}A\rightarrow K_{1}F\rightarrow \oplus _{\mathbf {p} }K_{0}A/{\mathbf {p} }\rightarrow K_{0}A\rightarrow K_{0}F\rightarrow 0\ }
が存在する。ここに p は A のすべての素イデアルを渡る。
相対 K-群 K1 と K0 に対して、次の完全系列の拡大が存在する。
{\displaystyle K_{2}(A)\rightarrow K_{2}(A/I)\rightarrow K_{1}(A,I)\rightarrow K_{1}(A)\cdots \ .}

## ミルナーの K-理論
体 k に対する K2 の上記の表現から、ミルナー(Milnor)は次の「高次」K-群の定義を導いた。
{\displaystyle K_{*}^{M}(k):=T^{*}(k^{\times })/(a\otimes (1-a))\ .}
このように、
{\displaystyle \left\{a\otimes (1-a):\ a\neq 0,1\right\}}
により生成された両側イデアルにより乗法群 k× のテンソル代数の商の次数付き部分として定義される。
n = 0, 1, 2 に対し、これらは以下に一致するが、n ≧ 3 に対しては、一般には異なっている。例えば、n ≧ 2 に対し KM
n(Fq) = 0 であるが、奇数の n に対し KnFq は 0 ではない（以下を参照）。
テンソル代数上のテンソル積は、{\displaystyle K_{*}^{M}(F)} を次数付き可換(graded-commutative)な次数付き環とするような積 {\displaystyle K_{m}\times K_{n}\rightarrow K_{m+n}} を導く。
{\displaystyle K_{n}^{M}(k)} の中の元 {\displaystyle a_{1}\otimes \cdots \otimes a_{n}} の像は、記号として {\displaystyle \{a_{1},\ldots ,a_{n}\}} と書かれる。k の中で可逆な整数 m に対して、写像
{\displaystyle \partial :k^{*}\rightarrow H^{1}(k,\mu _{m})}
が存在する。ここに {\displaystyle \mu _{m}} はある k の分離的拡大の単元の m-乗根を表す。これは、
{\displaystyle \partial ^{n}:k^{*}\times \cdots \times k^{*}\rightarrow H^{n}\left({k,\mu _{m}^{\otimes n}}\right)\ }
へ拡大され、ミルナーの定義関係式を満たす。従って、{\displaystyle \partial ^{n}} は、ガロア記号写像(Galois symbol map)と呼ばれる {\displaystyle K_{n}^{M}(k)} とみなすことができる。
体のエタールコホモロジー（あるいはガロアコホモロジー）とミルナーの K-理論（modulo 2）の間の関係は、ミルナー予想と呼ばれ、ウラジーミル・ヴォエヴォドスキー(Vladimir Voevodsky)により証明された。奇素数に対する類似な命題がブロッホ・加藤予想であり、ヴォエヴォドスキー、ロスト(Rost)、他により証明された。

## 高次 K-理論
高次 K-群の受け入れられている定義は、Quillen (1973) により与えられ、その後数年の間に、いくつかの整合性をもたない定義が示唆された。プログラムの目的は、K(R) や K(R,I) の定義を分類空間の項で定義することを見つけ、その結果、R ⇒ K(R) と (R,I) ⇒ K(R,I) が空間のホモトピー圏(homotopy category)への函手となり、相対 K-群の長完全系列がホモトピーの長完全系列(long exact homotopy sequence)として、ファイバー構造(fibration) K(R,I) → K(R) → K(R/I) をもたらす。
キレン(Quillen)は、2つの構成を与え、ひとつは「プラス構成(plus-construction)」でもうひとつは「Q-構成(Q-construction)」であり、後者は結局、異なる方法で変形される。2つの構成は、同一の K-群を構成する。

### プラス構成
環の高次代数的 K-理論の定義の1つの可能性は、キレン(Quillen)により与えられた。
{\displaystyle K_{n}(R)=\pi _{n}(BGL(R)^{+}),}
ここに、πn はホモトピー群であり、GL(R) は R 上の行列の大きさを無限とした一般線形群の帰納極限である。B はホモトピー論の分類空間の構成であり、+ はキレンのプラス構成(plus construction)である。
この定義は n > 0 に対してのみ成立するので、高次代数的 K-理論を
{\displaystyle K_{n}(R)=\pi _{n}(BGL(R)^{+}\times K_{0}(R))}
を経て、定義することもある。BGL(R)+ は弧状連結であり、K0(R) は離散的であるので、この定義は高次の場合との差異はなく、n = 0 の場合にも成立する。

### Q-構成
Q-構成は、プラス構成と同じ結果をもたらすのであるが、より一般的な状況へ適用される。さらに、この定義は、Q-構成が定義により函手性を持っている定義であるという意味で、より直接的である。この事実は、プラス構成では自動的ではない。
P を完全函手であるとして、P に付随する新しい圏 QP が定義されると、その対象は P の対象であり、M から M への射は、図式
{\displaystyle M'\longleftarrow N\longrightarrow M'',}
のクラスに同型である。ここに最初の矢印は許容的な全準同型(epimorphism)であり、第2の矢印は許容的な単準同型(monomoorphism)である。
よって、完全圏 P の i-番目の K-群は、固定したゼロ対象 0 を持つ
{\displaystyle K_{i}(P)=\pi _{i+1}(\mathrm {BQ} P,0)}
で定義される。ここに、BQP は QP の分類空間であり、分類空間は QP のナーブ(nerve)の幾何学的実現(geometric realisation)である。
この定義は、K0(P) の上記の定義と同値である。P が有限生成射影 R-加群の圏であれば、この定義は上記 BGL+ と一致する。この定義はすべての n について Kn(R) の定義である。

さらに一般的に、スキーム X に対し、X の高次 K-群は、X 上の局所自由な連接層の K-群であると定義される。
次のような変形も使われる。有限生成である射影（=  局所自由な）加群は、有限生成加群である。この結果として現れる K-群は通常、Gn(R) と書かれる。R がネーター正則環であれば、G-理論と K-理論は一致する。実際、正則環の大域次元は有限である。つまり、任意の有限生成加群は、有限の射影分解 P* → M を持ち、簡単な議論でも、標準写像 K0(R) → G0(R) は同型であり、 [M]=Σ ± [Pn] を持っている。この同型は高次 K-群へも拡張できる。

### S-構成
K-群の第3の構成は、フリードリッヒ・ワルドハウゼン(Friedhelm Waldhausen)による S-構成である。この構成は、余ファイバー構成を持つ圏へ適用される（ワルドハウゼン圏(Waldhausen category)とも呼ばれる）。この圏は完全圏よりもより一般的な概念である。

## 例
キレン(Quillen)の代数的 K-理論は代数幾何学、代数トポロジーの様々な側面への深い見方を持っている。一方、K-群はいくつかの興味深い特定の場合を除き、計算することが特に困難であることが示されている。

### 有限体の代数的 K-群
最初で最も重要な環の高次代数的 K-群は、キレン自身により有限体の場合に対して計算された。
Fq を q 個の元を持つ有限体とすると、
- K0(Fq) = Z,
- i ≥1 に対して、K2i(Fq) = 0,
- i ≥ 1 に対して、K2i–1(Fq) = Z/(q i − 1)Z

が成り立つ。

### 整数環の代数的 K-群
キレンは、A が代数体 F （有理数の有限拡大）の代数的整数の環であれば、A の代数的 K-群は有限生成であることを証明した。アルマン・ボレル(Armand Borel)はこのことを使い、Ki(A) と Ki(F) modulo torsion を計算した。整数 Z に対し、ボレルは (modulo torsion として)
- k を正としたときに i=4k+1 とならない正の整数 i に対し、Ki (Z)/tors.=0 であり
- 正の k に対し、K4k+1 (Z)/tors.= Z

であることを証明した。
K2i+1(Z) の捩れ部分群と有限群 K4k+2(Z) の位数は、最近、決定することができたが、後者の群が巡回群であるかどうか、群 K4k(Z) が 0 となるかどうかが、円分整数の類群についてのヴァンディヴァー予想(Vandiver's conjecture)に依存している。さらに詳しくはキレン・リヒテンバウム予想(Quillen–Lichtenbaum conjecture)を参照。

## 応用と未解決問題
代数的 K-群はL-函数の特殊値や非可換岩澤理論の主予想や高次レギュレータ構成の定式化にも使われる。
パーシン予想(Parshin's conjecture)は、有限体上の滑らかな多様体の高次代数的 K-群に関係していて、この場合には群は torsion に upto で 0 となることが予想されている。
他の基本的な予想は、ハイマン・バス(Hyman Bass)によるバスの予想(Bass' conjecture)があり、すべての群 Gn(A) は、A が有限生成な Z-代数のとき、有限生成であるという予想である（群 Gn(A) は有限生成 A-加群の圏の K-群である）。

## さらに先の書籍
- Lluis-Puebla, Emilio; Loday, Jean-Louis; Gillet, Henri; Soulé, Christophe; Snaith, Victor (1992), Higher algebraic K-theory: an overview, Lecture Notes in Mathematics, 1491, Berlin, Heidelberg: Springer-Verlag, ISBN 978-3-540-55007-5, Zbl 0746.19001
- Magurn, Bruce A. (2009), An algebraic introduction to K-theory, Encyclopedia of Mathematics and its Applications, 87 (corrected paperback ed.), Cambridge University Press, ISBN 978-0-521-10658-0
- Srinivas, V. (2008), Algebraic K-theory, Modern Birkhäuser Classics (Paperback reprint of the 1996 2nd ed.), Boston, MA: Birkhäuser, ISBN 978-0-8176-4736-0, Zbl 1125.19300
- Weibel, C., The K-book: An introduction to algebraic K-theory